# تام بروستر
تام بروستر (انگلیسی: Tom Brewster؛ زادهٔ ۱۰ آوریل ۱۹۷۴) ورزشکار کرلینگ اهل بریتانیا است.